# Picture to Burn
Picture to Burn är titeln till den fjärde singeln från den amerikanska countrypopsångerskan Taylor Swifts självbetitlade album. Låten släpptes 29 januari 2008 och blev dessutom albumets fjärde raka Topp 10-hit, efter att ha nått en tredje plats på Billboard Hot Country Songs-listan.

## Detaljer om låten
Texterna i låten beskriver Taylors missnöje med hennes ex-pojkvän (som hon beskriver som "just another picture to burn"), och hennes planer på att försöka hämnas på honom. I den officiella utgåvan av singeln så innehåller den en radioversion som ersätter raden "That's fine, I'll tell mine that you're gay" med "That's fine, you won't mind if I say". Denna versionen fanns med i nyutgåvan av Taylors självbetitlade album, och dessutom i hennes EP Beautiful Eyes.

## Låtlista
1. "Picture To Burn" (Radio Edit) - 2:55
2. "Picture To Burn" (Album Version) - 2:57
3. "I'm Only Me When I'm With You" - 3:36

## Listplaceringar
| Singellista (2008-2009)                  | Topplacering |
| ---------------------------------------- | ------------ |
| U.S. Billboard Hot Country Songs         | 3            |
| U.S. Billboard Hot 100                   | 28           |
| U.S. Billboard Pop 100                   | 49           |
| Canadian Radio & Records Country Singles | 1            |
| Canadian Hot 100                         | 48           |